# Costa Ricaans voetbalelftal in 2015
Het Costa Ricaans voetbalelftal speelde in totaal zestien officiële interlands in het jaar 2015, waaronder vier wedstrijden bij de strijd om de CONCACAF Gold Cup in de Verenigde Staten. De ploeg stond onder leiding van oud-international Paulo Wanchope, de opvolger van de Colombiaan Jorge Luis Pinto. Op 12 augustus nam Wanchope echter ontslag, nadat hij een steward had aangevallen tijdens een kwalificatiewedstrijd voor de Olympische Spelen tussen Mexico en Panama. Hij werd opgevolgd door Óscar Ramírez. Op de in 1993 geïntroduceerde FIFA-wereldranglijst zakte Costa Rica in 2015 van de 16de (januari 2015) naar de 37ste plaats (december 2015).

## Balans
| Wedstrijden | Wedstrijden | Wedstrijden | Wedstrijden | Doelpunten | Doelpunten | Doelpunten | Punten |
| Gespeeld    | Winst       | Gelijk      | Verlies     | Voor       | Tegen      | Saldo      | Punten |
| ----------- | ----------- | ----------- | ----------- | ---------- | ---------- | ---------- | ------ |
| 16          | 5           | 5           | 6           | 13         | 14         | –1         | 0.937  |

## Interlands
|                                                     |            |       |          |                                                                                  |
| 26 maart Vriendschappelijk № 629 «onderlinge duels» | Costa Rica | 0 – 0 | Paraguay | Estadio Nacional, San José Toeschouwers: 31.000 Scheidsrechter: John Pitti (PAN) |
| 26 maart Vriendschappelijk № 629 «onderlinge duels» |            |       |          | Estadio Nacional, San José Toeschouwers: 31.000 Scheidsrechter: John Pitti (PAN) |

|                                                     |                                |       |                           |                                                                                                 |
| 31 maart Vriendschappelijk № 630 «onderlinge duels» | Panama                         | 2 – 1 | Costa Rica                | Estadio Rommel Fernández, Panama-Stad Toeschouwers: 18.500 Scheidsrechter: Luis Santander (MEX) |
| 31 maart Vriendschappelijk № 630 «onderlinge duels» | Blas Pérez 17' Luis Tejada 25' |       | 67' (pen.) Álvaro Saborio | Estadio Rommel Fernández, Panama-Stad Toeschouwers: 18.500 Scheidsrechter: Luis Santander (MEX) |

|                                                   |                    |       |            |                                                                            |
| 6 juni Vriendschappelijk № 631 «onderlinge duels» | Colombia           | 1 – 0 | Costa Rica | Estadio Pedro Bidegain, Buenos Aires Scheidsrechter: Carlos Amarilla (PAR) |
| 6 juni Vriendschappelijk № 631 «onderlinge duels» | Radamel Falcao 47' |       |            | Estadio Pedro Bidegain, Buenos Aires Scheidsrechter: Carlos Amarilla (PAR) |

|                                                              |                                   |       |                  |                                                                                       |
| 10 juni Vriendschappelijk № 632 «onderlinge duels» 22:00 uur | Spanje                            | 2 – 1 | Costa Rica       | Estadio Reino de León, León Toeschouwers: 13.000 Scheidsrechter: Domagoj Vučkov (CRO) |
| 10 juni Vriendschappelijk № 632 «onderlinge duels» 22:00 uur | Paco Alcácer 8' Cesc Fàbregas 30' |       | 6' Johan Venegas | Estadio Reino de León, León Toeschouwers: 13.000 Scheidsrechter: Domagoj Vučkov (CRO) |

|                                                              |                                             |       |                                          |                                                                                 |
| 27 juni Vriendschappelijk № 633 «onderlinge duels» 18:00 uur | Mexico                                      | 2 – 2 | Costa Rica                               | Citrus Bowl, Orlando Toeschouwers: 53.629 Scheidsrechter: Edvin Jurisevic (USA) |
| 27 juni Vriendschappelijk № 633 «onderlinge duels» 18:00 uur | Giovani dos Santos 53' Javier Hernández 55' |       | 4' David Ramírez 36' (e.d.) Miguel Layún | Citrus Bowl, Orlando Toeschouwers: 53.629 Scheidsrechter: Edvin Jurisevic (USA) |

| CONCACAF Gold Cup 2015 |
| ---------------------- |

|                                                                      |                |       |                    |                                                                                       |
| 11 juli CONCACAF Gold Cup Groep B № 635 «onderlinge duels» 21:00 uur | Costa Rica     | 1 – 1 | El Salvador        | BBVA Compass Stadium, Houston Toeschouwers: 22.017 Scheidsrechter: Jair Marrufo (USA) |
| 11 juli CONCACAF Gold Cup Groep B № 635 «onderlinge duels» 21:00 uur | Bryan Ruiz 16' |       | 90+2' Dustin Corea | BBVA Compass Stadium, Houston Toeschouwers: 22.017 Scheidsrechter: Jair Marrufo (USA) |

|                                                                      |        |       |            |                                                                                |
| 14 juli CONCACAF Gold Cup Groep B № 636 «onderlinge duels» 20:30 uur | Canada | 0 – 0 | Costa Rica | BMO Field, Toronto Toeschouwers: 16.674 Scheidsrechter: Héctor Rodríguez (HON) |
| 14 juli CONCACAF Gold Cup Groep B № 636 «onderlinge duels» 20:30 uur |        |       |            | BMO Field, Toronto Toeschouwers: 16.674 Scheidsrechter: Héctor Rodríguez (HON) |

|                                                                          |                               |              |            | |
| 19 juli CONCACAF Gold Cup Kwartfinale № 637 «onderlinge duels» 19:30 uur | Mexico                        | 1 – 0 (n.v.) | Costa Rica | MetLife Stadium, East Rutherford Toeschouwers: 74.187 Scheidsrechter: Walter López Castellanos (GUA) |
| 19 juli CONCACAF Gold Cup Kwartfinale № 637 «onderlinge duels» 19:30 uur | Andrés Guardado 120+4' (pen.) |              |            | MetLife Stadium, East Rutherford Toeschouwers: 74.187 Scheidsrechter: Walter López Castellanos (GUA) |

|  |  |  |  |  |  |  |  |  |

|                                                                  |            |          |          |                                                                                      |
| 5 september Vriendschappelijk № 638 «onderlinge duels» 16:00 uur | Costa Rica | 0 – 1    | Brazilië | Red Bull Arena, Harrison Toeschouwers: 19.600 Scheidsrechter: Mathieu Bourdeau (CAN) |
| 5 september Vriendschappelijk № 638 «onderlinge duels» 16:00 uur |            | 10' Hulk |          | Red Bull Arena, Harrison Toeschouwers: 19.600 Scheidsrechter: Mathieu Bourdeau (CAN) |

|                                                                  |               |       |         |                                                                                            |
| 8 september Vriendschappelijk № 639 «onderlinge duels» 20:00 uur | Costa Rica    | 1 – 0 | Uruguay | Estadio Nacional, San José Toeschouwers: 22.000 Scheidsrechter: Jorge Rojas Castillo (MEX) |
| 8 september Vriendschappelijk № 639 «onderlinge duels» 20:00 uur | Bryan Ruiz 9' |       |         | Estadio Nacional, San José Toeschouwers: 22.000 Scheidsrechter: Jorge Rojas Castillo (MEX) |

|                                                                |            |                 |             |                                                                                                  |
| 8 oktober Vriendschappelijk № 640 «onderlinge duels» 20:00 uur | Costa Rica | 0 – 1           | Zuid-Afrika | Estadio Edgardo Baltodano, Liberia Toeschouwers: 30.000 Scheidsrechter: José Peñaloza Soto (MEX) |
| 8 oktober Vriendschappelijk № 640 «onderlinge duels» 20:00 uur |            | 10' Andile Jali |             | Estadio Edgardo Baltodano, Liberia Toeschouwers: 30.000 Scheidsrechter: José Peñaloza Soto (MEX) |

|                                                                 |                  |                   |            |                                                                                 |
| 13 oktober Vriendschappelijk № 641 «onderlinge duels» 18:30 uur | Verenigde Staten | 0 – 1             | Costa Rica | Red Bull Arena, Harrison Toeschouwers: 9.214 Scheidsrechter: Walter López (GUA) |
| 13 oktober Vriendschappelijk № 641 «onderlinge duels» 18:30 uur |                  | 70' Joel Campbell |            | Red Bull Arena, Harrison Toeschouwers: 9.214 Scheidsrechter: Walter López (GUA) |

|                                                                                  |                     |       |       |                                                                 |
| 13 november Kwalificatie WK 2018 Vierde ronde № 642 «onderlinge duels» 20:00 uur | Costa Rica          | 1 – 0 | Haïti | Estadio Nacional, San José Scheidsrechter: Yadel Martínez (CUB) |
| 13 november Kwalificatie WK 2018 Vierde ronde № 642 «onderlinge duels» 20:00 uur | Cristian Gamboa 29' |       |       | Estadio Nacional, San José Scheidsrechter: Yadel Martínez (CUB) |

|                                                                                  |                 |       |                                |                                                                          |
| 17 november Kwalificatie WK 2018 Vierde ronde № 643 «onderlinge duels» 20:30 uur | Panama          | 1 – 2 | Costa Rica                     | Estadio Rommel Fernández, Panama-Stad Scheidsrechter: Joel Aguilar (SLV) |
| 17 november Kwalificatie WK 2018 Vierde ronde № 643 «onderlinge duels» 20:30 uur | Luis Tejada 71' |       | 66' Bryan Ruiz 69' Marco Ureña | Estadio Rommel Fernández, Panama-Stad Scheidsrechter: Joel Aguilar (SLV) |

|                                                        |                    |       |           |                                                                                           |
| 15 december Vriendschappelijk № 644 «onderlinge duels» | Costa Rica         | 1 – 0 | Nicaragua | Estadio Edgardo Baltodano, Liberia Toeschouwers: 4.000 Scheidsrechter: Jafeth Perea (PAN) |
| 15 december Vriendschappelijk № 644 «onderlinge duels» | Kendall Watson 59' |       |           | Estadio Edgardo Baltodano, Liberia Toeschouwers: 4.000 Scheidsrechter: Jafeth Perea (PAN) |

## FIFA-wereldranglijst
| JAN | FEB | MAR | APR | MEI | JUN | JUL | AUG | SEP | OKT | NOV | DEC |
| --- | --- | --- | --- | --- | --- | --- | --- | --- | --- | --- | --- |
| 16  | 13  | 13  | 15  | 15  | 14  | 41  | 38  | 39  | 42  | 40  | 37  |

## Statistieken
| Esteban Alvarado   | 1989-04-28 | Trabzonspor           | 4  | 0 | 0 |  |  |
| Keylor Navas       | 1986-12-15 | Real Madrid           | 4  | 0 | 0 |  |  |
| Patrick Pemberton  | 1982-04-24 | LD Alajuelense        | 3  | 0 | 0 |  |  |
| Marco Madrigal     | 1985-08-03 | Santos Guápiles       | 1  | 0 | 0 |  |  |
| Verdediging        |            |                       |    |   |   |  |  |
| Cristian Gamboa    | 1989-10-24 | West Bromwich Albion  | 12 | 0 | 1 |  |  |
| Giancarlo González | 1988-02-08 | US Palermo            | 10 | 0 | 0 |  |  |
| Júnior Díaz        | 1983-09-12 | SV Darmstadt 98       | 8  | 2 | 0 |  |  |
| Johnny Acosta      | 1983-07-21 | LD Alajuelense        | 6  | 0 | 0 |  |  |
| Óscar Duarte       | 1989-06-03 | Club Brugge           | 6  | 0 | 0 |  |  |
| Francisco Calvo    | 1992-07-08 | CD Saprissa           | 4  | 4 | 0 |  |  |
| Roy Miller         | 1984-11-24 | New York Red Bulls    | 5  | 2 | 1 |  |  |
| Dave Myrie         | 1988-06-01 | CS Herediano          | 3  | 5 | 0 |  |  |
| Michael Umaña      | 1982-07-16 | Persepolis FC         | 2  | 2 | 0 |  |  |
| Kendall Waston     | 1988-01-01 | Vancouver Whitecaps   | 3  | 0 | 1 |  |  |
| Keyner Brown       | 1991-12-30 | CS Herediano          | 2  | 0 | 0 |  |  |
| Waylon Francis     | 1990-09-20 | Columbus Crew         | 2  | 1 | 0 |  |  |
| LeMark Hernández   | 1989-02-11 | CS Herediano          | 1  | 0 | 0 |  |  |
| Bismark Acosta     | 1986-12-19 | SK Brann Bergen       | 2  | 0 | 0 |  |  |
| José Mena          | 1989-02-02 | Universidad CR        | 1  | 0 | 0 |  |  |
| Jordy Smith        | 1991-04-23 | Vancouver Whitecaps   | 1  | 0 | 0 |  |  |
| Julio Cascante     | 1993-10-03 | Universidad CR        | 0  | 1 | 0 |  |  |
| Francisco Flores   | 1988-04-02 | Municipal Liberia     | 0  | 1 | 0 |  |  |
| Middenveld         |            |                       |    |   |   |  |  |
| Celso Borges       | 1988-05-27 | Deportivo La Coruña   | 14 | 0 | 0 |  |  |
| Johan Venegas      | 1988-11-27 | Montréal Impact       | 11 | 3 | 1 |  |  |
| David Guzmán       | 1990-02-18 | CD Saprissa           | 5  | 6 | 0 |  |  |
| Rónald Matarrita   | 1994-07-09 | LD Alajuelense        | 4  | 2 | 0 |  |  |
| José Cubero        | 1987-02-14 | Blackpool             | 4  | 2 | 0 |  |  |
| Yeltsin Tejada     | 1992-03-17 | Évian Thonon Gaillard | 4  | 0 | 0 |  |  |
| Deyver Vega        | 1992-09-19 | CD Saprissa           | 2  | 6 | 0 |  |  |
| Bryan Oviedo       | 1990-02-18 | Everton               | 2  | 0 | 0 |  |  |
| Esteban Granados   | 1985-10-25 | CS Herediano          | 1  | 1 | 0 |  |  |
| Randall Azofeifa   | 1984-12-30 | CS Herediano          | 1  | 1 | 0 |  |  |
| Elías Aguilar      | 1991-11-07 | CS Herediano          | 0  | 8 | 0 |  |  |
| Cristian Bolaños   | 1984-05-17 | CD Saprissa           | 0  | 1 | 0 |  |  |
| Ariel Rodríguez    | 1986-04-22 | LD Alajuelense        | 0  | 1 | 0 |  |  |
| Michael Barrantes  | 1983-10-04 | Shanghai Shenxin      | 1  | 0 | 0 |  |  |
| Jonathan Sibaja    | 1987-02-12 | Universidad CR        | 1  | 0 | 0 |  |  |
| Rodney Wallace     | 1988-06-17 | Portland Timbers      | 1  | 0 | 0 |  |  |
| Mauricio Montero   | 1987-03-28 | Universidad CR        | 0  | 1 | 0 |  |  |
| Aanval             |            |                       |    |   |   |  |  |
| Bryan Ruiz         | 1985-08-18 | Sporting Lissabon     | 13 | 0 | 3 |  |  |
| Joel Campbell      | 1992-06-26 | Arsenal               | 12 | 3 | 1 |  |  |
| Marco Ureña        | 1990-03-05 | FC Midtjylland        | 5  | 3 | 1 |  |  |
| David Ramírez      | 1993-05-28 | CD Saprissa           | 5  | 0 | 2 |  |  |
| Álvaro Saborío     | 1982-03-25 | DC United             | 3  | 5 | 1 |  |  |
| Jonathan McDonald  | 1987-10-28 | LD Alajuelense        | 1  | 0 | 0 |  |  |
| Jonathan Moya      | 1992-01-06 | SD Huesca             | 1  | 0 | 0 |  |  |
| John Jairo Ruiz    | 1994-01-10 | Dnipro Dnipropetrovsk | 1  | 0 | 0 |  |  |
| Daniel Colindres   | 1985-01-10 | CD Saprissa           | 0  | 3 | 0 |  |  |
| Josué Martínez     | 1990-03-25 | Universidad CR        | 1  | 0 | 0 |  |  |
| Mayron George      | 1993-10-23 | Hobro IK              | 0  | 1 | 0 |  |  |
| Irvin Huertas      | 1993-02-21 | Municipal Liberia     | 0  | 1 | 0 |  |  |

FEDEFUTBOL · A-internationals · Selecties · Bondscoaches · Costa Ricaans vrouwenelftal · Costa Rica U21 · Costa Rica U20 · Costa Rica U19 · Costa Rica U18 · Costa Rica U17
1920 – 1949 ·
1950 – 1969 ·
1970 – 1979 ·
1980 – 1989 ·
1990 – 1999 ·
2000 – 2009 ·
2010 – 2019 ·
2020 − 2029
Copa América 1997 · 
Copa América 2001 · 
Copa América 2004 · 
Copa América 2011 · 
Copa América 2016
WK 1990 · 
WK 2002 · 
WK 2006 · 
WK 2014 · 
WK 2018
OS 1980 · 
OS 1984 · 
OS 2004
1921 · 
1922–1929 · 
1930 · 
1931–1934 · 
1935 · 
1936–1937 · 
1938 · 
1939 · 
1940 · 
1941 · 
1942 · 
1943 · 
1944–1945 · 
1946 · 
1947 · 
1948 · 
1949 · 
1950 · 
1951 · 
1952 · 
1953 · 
1954 · 
1955 · 
1956 · 
1957 · 
1958 · 
1959 · 
1960 · 
1961 · 
1962 · 
1963 · 
1964 · 
1965 · 
1966 · 
1967 · 
1968 · 
1969 · 
1970 · 
1971 · 
1972 · 
1973 · 
1974–1975 · 
1976 · 
1977–1978 · 
1979 · 
1980 · 
1981–1982 · 
1983 · 
1984 · 
1985 · 
1986 · 
1987 · 
1988 · 
1989 · 
1990 · 
1991 · 
1992 · 
1993 · 
1994 · 
1995 · 
1996 · 
1997 · 
1998 · 
1999 · 
2000 · 
2001 · 
2002 · 
2003 · 
2004 · 
2005 · 
2006 · 
2007 · 
2008 · 
2009 · 
2010 · 
2011 · 
2012 · 
2013 · 
2014 · 
2015 · 
2016 · 
2017 ·
2018 ·
2019 ·
2020 ·
2021 ·
2022 ·
2023 ·
2024
Argentinië ·
Aruba ·
Australië ·
Barbados ·
België ·
Belize ·
Bermuda ·
Bolivia ·
Bosnië en Herzegovina ·
Brazilië ·
Canada ·
Chili ·
China ·
Colombia ·
Cuba ·
Curaçao ·
Dominicaanse Republiek ·
Duitsland ·
Ecuador ·
El Salvador ·
Engeland ·
Finland ·
Frankrijk ·
Grenada ·
Griekenland ·
Guatemala ·
Guyana ·
Haïti ·
Honduras ·
Hongarije ·
Ierland ·
Iran ·
Italië ·
Jamaica ·
Japan ·
Joegoslavië ·
Kameroen ·
Marokko ·
Mexico ·
Nederland ·
Nederlandse Antillen ·
Nicaragua ·
Nieuw-Zeeland ·
Nigeria ·
Noord-Ierland ·
Noorwegen ·
Oekraïne ·
Oezbekistan ·
Oman ·
Oostenrijk ·
Panama ·
Paraguay ·
Peru ·
Polen ·
Puerto Rico ·
Qatar ·
Rusland ·
Saint Kitts en Nevis ·
Saint Vincent en de Grenadines ·
Saoedi-Arabië ·
Schotland ·
Servië ·
Slowakije ·
Sovjet-Unie ·
Spanje ·
Suriname ·
Trinidad en Tobago ·
Tsjechië ·
Tsjecho-Slowakije ·
Tunesië ·
Turkije ·
Uruguay ·
Venezuela ·
Verenigde Arabische Emiraten ·
Verenigde Staten ·
Wales ·
Zuid-Afrika ·
Zuid-Korea ·
Zweden ·
Zwitserland
Brazilië (2018) ·
China (2002) · 
Duitsland (2006) · 
Ecuador (2006) · 
Engeland (2014) · 
Griekenland (2014) · 
Italië (2014) ·
Nederland (2014) · 
Polen (2006) · 
Servië (2018) ·
Spanje (2022) ·
Turkije (2002) · 
Uruguay (2014) ·
Zwitserland (2018)